# VM i bandy 1997
Verdensmesterskabet i bandy 1997 var det 20. VM i bandy gennem tiden, og mesterskabet blev arrangeret af International Bandy Federation. Mesterskabet havde deltagelse af ni hold og blev afviklet i byerne Västerås, Stockholm, Katrineholm, Köping, Fagersta, Vänersborg, Otterbäcken, Slottsbron, Trollhättan, Skövde, Sandviken og Grängesberg i Sverige i perioden 1. - 9. februar 1997. Turneringen var inddelt i to grupper – i gruppe A spillede de fem formodet bedste hold, mens de resterende fire hold spillede i gruppe B.
Mesterskabet blev vundet af de forsvarende verdensmestre fra værtslandet Sverige efter finalesejr over Rusland på 10-5. Det var Sveriges sjette VM-titel gennem tiden og den tredje i træk siden 1993. Bronzemedaljerne gik til Finland, som besejrede Kasakhstan med 9-3 i bronzekampen, og som dermed vandt VM-bronze for 13. gang.
Turneringen blev officielt åbnet af Sveriges kong Carl Gustaf, og de 25 VM-kampe blev i alt overværet af 53.975 tilskuere.

## Resultater

### Gruppe A
De fem hold i gruppe A spillede først en indledende runde alle-mod-alle. Sejre gav 2 point, uafgjorte 1 point, mens nederlag gav 0 point. De to bedste hold kvalificerede sig direkte til semifinalerne, mens nr. 3-5 gik videre til kvartfinalerne.
| Plac. | Hold       | Kampe | + Mål − | Point |
| ----- | ---------- | ----- | ------- | ----- |
| 1.    | Rusland    | 4     | 29-16   | 7     |
| 2.    | Sverige    | 4     | 36-16   | 6     |
| 3.    | Finland    | 4     | 17-23   | 4     |
| 4.    | Norge      | 4     | 16-20   | 2     |
| 5.    | Kasakhstan | 4     | 19-42   | 1     |

### Gruppe B
I gruppe B spillede de fire formodet svageste hold. Vinderen kvalificerede sig til kvartfinalen mod nr. 3 fra gruppe A, mens nr. 2 kvalificerede sig til kampen om 6.-pladsen, hvor holdet mødte taberen af kampen om 5.-pladsen. De to svageste hold i gruppen spillede placeringskamp om 8.-pladsen.
| Plac. | Hold    | Kampe | + Mål − | Point |
| ----- | ------- | ----- | ------- | ----- |
| 1.    | USA     | 3     | 30-30   | 6     |
| 2.    | Canada  | 3     | 21-90   | 4     |
| 3.    | Ungarn  | 3     | 13-25   | 2     |
| 4.    | Holland | 3     | 04-31   | 0     |

### Finale- og placeringskampe
Nr 3-5 fra gruppe A og nr. 1 fra gruppe B spillede kvartfinaler om to pladser i semifinalerne, hvor de mødte nr. 1 og 2 fra gruppe A. Taberne af kvartfinalerne spillede placeringskamp om 5.-pladsen. Taberen af denne kamp gik videre til kampen om 6./7.-pladsen mod nr. 2 fra gruppe B. Nr. 3 og 4 fra gruppe B spillede placeringskamp om 8./9.-pladsen.
| Dato         | Kamp                 | Resultat |
| ------------ | -------------------- | -------- |
| Kvartfinaler |                      |          |
| 7.2.         | Finland - USA        | 13-00    |
| 7.2.         | Kasakhstan – Norge   | 5-2      |
| Semifinaler  |                      |          |
| 8.2.         | Rusland – Kasakhstan | 12-30    |
| 8.2.         | Sverige – Finland    | 8-5      |
| Bronzekamp   |                      |          |
| 9.2.         | Finland – Kasakhstan | 9-3      |
| Finale       |                      |          |
| 9.2.         | Sverige – Rusland    | 10-50    |

| Dato                  | Kamp             | Resultat |
| --------------------- | ---------------- | -------- |
| Kamp om 5.-pladsen    |                  |          |
| 8.2.                  | Norge - USA      | 7-1      |
| Kamp om 6./7.-pladsen |                  |          |
| 9.2.                  | USA - Canada     | 5-1      |
| Kamp om 8./9.-pladsen |                  |          |
| 8.2.                  | Ungarn - Holland | 5-3      |

### Samlet rangering
| VM 1997 | VM 1997    |
| ------- | ---------- |
| Guld    | Sverige    |
| Sølv    | Rusland    |
| Bronze  | Finland    |
| 4.      | Kasakhstan |
| 5.      | Norge      |
| 6.      | USA        |
| 7.      | Canada     |
| 8.      | Ungarn     |
| 9.      | Holland    |